# 欧卡兹报

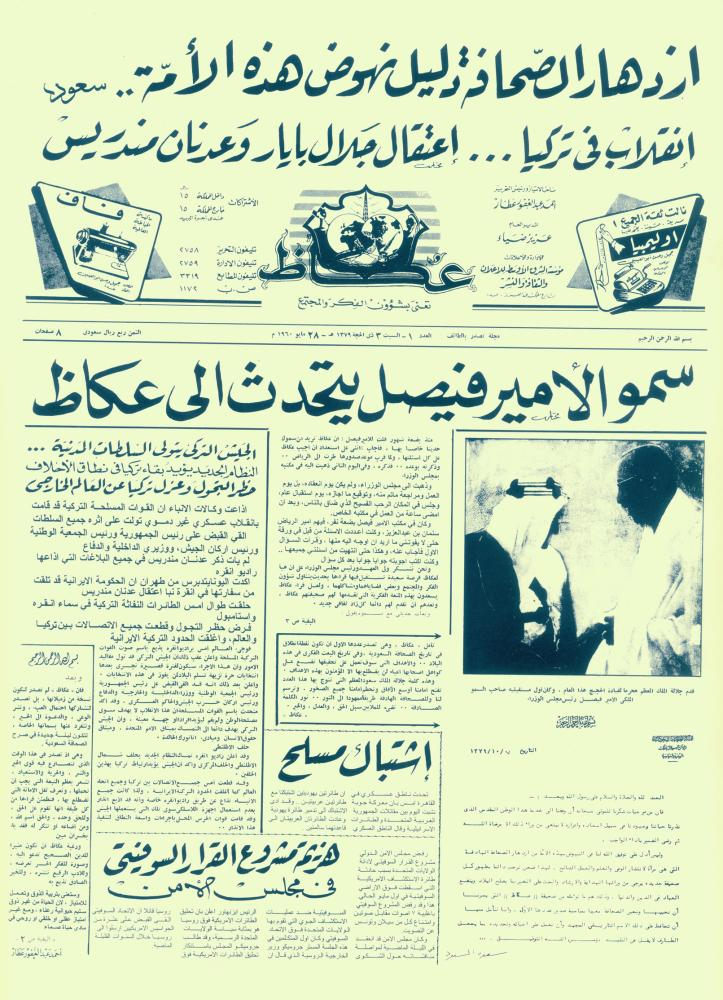
欧卡兹报创刊号

《欧卡兹报》（阿拉伯语：‎，羅馬化：Okaz），也译《乌卡兹报》，是沙特阿拉伯的日报，总部位于吉达，创刊于1960年。此报主张自由主义。《欧卡兹报》创刊时为每周一刊，1964年10月改为每日一刊。《欧卡兹报》同时在利雅得和吉达出版，报社在沙特阿拉伯全国设有分支，但主要在汉志和阿西尔省发行。